# 津島市立図書館
津島市立図書館（つしましりつとしょかん）は、愛知県津島市の公共図書館である。
名称変更13回、所在地変更12回を数える。1895年に凱旋紀念書籍館として創設された図書館を起源とし、1897年の津島高等小学校図書館時代に公共図書館として認可された。津島高等小学校図書館は愛知県で初めて認可された公共図書館であり、全国で31番目に認可された公共図書館である。本館のほかに神守分室と神島田分室がある。

## 歴史

### 明治・大正期
1889年（明治22年）10月1日には愛知県が市制と町村制を実施しており、尾張地方西部に位置する海部郡（当時は海東郡と海西郡）では同日に津島村と蟹江村の2自治体が町制を施行した。津島神社の門前町である津島町は海東西郡の中心地であり、片岡春吉が純毛織物の生産を開始した明治31年以後には繊維産業で栄えた。
1895年（明治28年）12月22日、海東海西郡教育会は日清戦争の勝利を記念して、海東郡39ヶ町村学校組合立津島高等小学校（現・津島市立南小学校）内に海東海西郡教育会附属凱旋紀念書籍館（しょじゃくかん）を創設した。教育会が軍人の子弟に支給する学費のために会員から募った寄付金の余剰金を開館資金に充てているが、運営資金には苦労している。明治30年代には日本各地に教育会付属図書館（私立図書館）が設置されたが、凱旋紀念書籍館はその最初期の図書館であり、また日清戦争の戦勝記念として建設された日本唯一の図書館だった。紀念書籍館には787点の蔵書があったが、97.2%にあたる765点は寄贈書であり、新規に購入した図書は22点に過ぎなかった。本棚は3個しかなく、1895年度（約3か月間）の閲覧者はわずか12人だった。海東海西郡教育会は当初から資金力を不安視しており、公立移管が望ましいという見解を持っていた。
翌1896年（明治29年）に海東西郡が東西に分割されると、海東郡教育会に蔵書721点、海西郡教育会に蔵書100点が分割された。凱旋紀念書籍館の建物は海東郡教育会の附属となり、海東郡教育会附属凱戦紀念書籍館に改称したが、分割騒動、蔵書の縮小、水害などによって1896年度は図書館としてほとんど機能していなかったとされる。
| 1897年時点の公共図書館一覧 | 1897年時点の公共図書館一覧 | 1897年時点の公共図書館一覧 | 1897年時点の公共図書館一覧 | 1897年時点の公共図書館一覧 | 1897年時点の公共図書館一覧 |
| #                          | 府県                       | 図書館名                   | 種別                       | 設立年                     | 現在の館名                 |
| -------------------------- | -------------------------- | -------------------------- | -------------------------- | -------------------------- | -------------------------- |
| 1                          | 東京                       | 帝国図書館                 | 官立                       | 1872年                     | 国立国会図書館             |
| 2                          | 青森                       | 八戸書籍縦覧所             | 私立                       | 1874年                     | 八戸市立図書館             |
| 3                          | 宮城                       | 宮城図書館                 | 県立                       | 1881年                     | 宮城県図書館               |
| 4                          | 三重                       | 宮崎文庫                   | 私立                       | 1882年                     | 伊勢神宮 神宮文庫          |
| 5                          | 徳島                       | 県立徳島市学校附属図書館   | 県立                       | 1882年                     |                            |
| 6                          | 岐阜                       | 岐阜県師範学校附属図書館   | 県立                       | 1883年                     | 岐阜大学図書館             |
| 7                          | 鹿児島                     | 根占図書館                 | 私立                       | 1883年                     | 南大隅町根占図書館         |
| 8                          | 新潟                       | 勧農図書館                 | 私立                       | 1885年                     |                            |
| 9                          | 広島                       | 福山図書館                 | 県立                       | 1885年                     |                            |
| 10                         | 東京                       | 帝国教育会書籍館           | 私立                       | 1887年                     | 千代田区立図書館           |
| ...                        |                            |                            |                            |                            |                            |
| 31                         | 愛知                       | 津島高等小学校図書館       | 町村組合立                 | 1897年                     | 津島市立図書館             |

海東郡教育会が運営費用を捻出できなかったために、1897年（明治30年）9月には海東郡39ヶ町村学校組合に移管され、学校組合立の津島高等小学校図書館となった。学校組合は図書館規則や予算を定め、これによって文部省から公共図書館として認可された。明治政府が全国の自治体に図書館の設置を促す図書館令を出す前のことであり、愛知県初の公共図書館、全国初の町村組合立図書館、全国31番目の公共図書館である。当時の利用者数は1日あたり1人程度だった。
1900年（明治33年）、学校組合は図書館を海東図書館に改称し、個人の蔵書を設置してもらう委託図書制度、館外貸出に際する保証金の撤廃、図書館費の大幅増加などの施策を打った。1901年（明治34年）4月には海東郡図書館に改称し、海東郡図書館の初代館長には衆議院議員や愛知県議会議員を務めた加藤喜右衛門が就任した。1902年（明治35年）には多数の愛知県議が関与した収賄事件に巻き込まれて加藤が辞職し、後に津島町長を務める大橋武左衛門が館長に就任した。

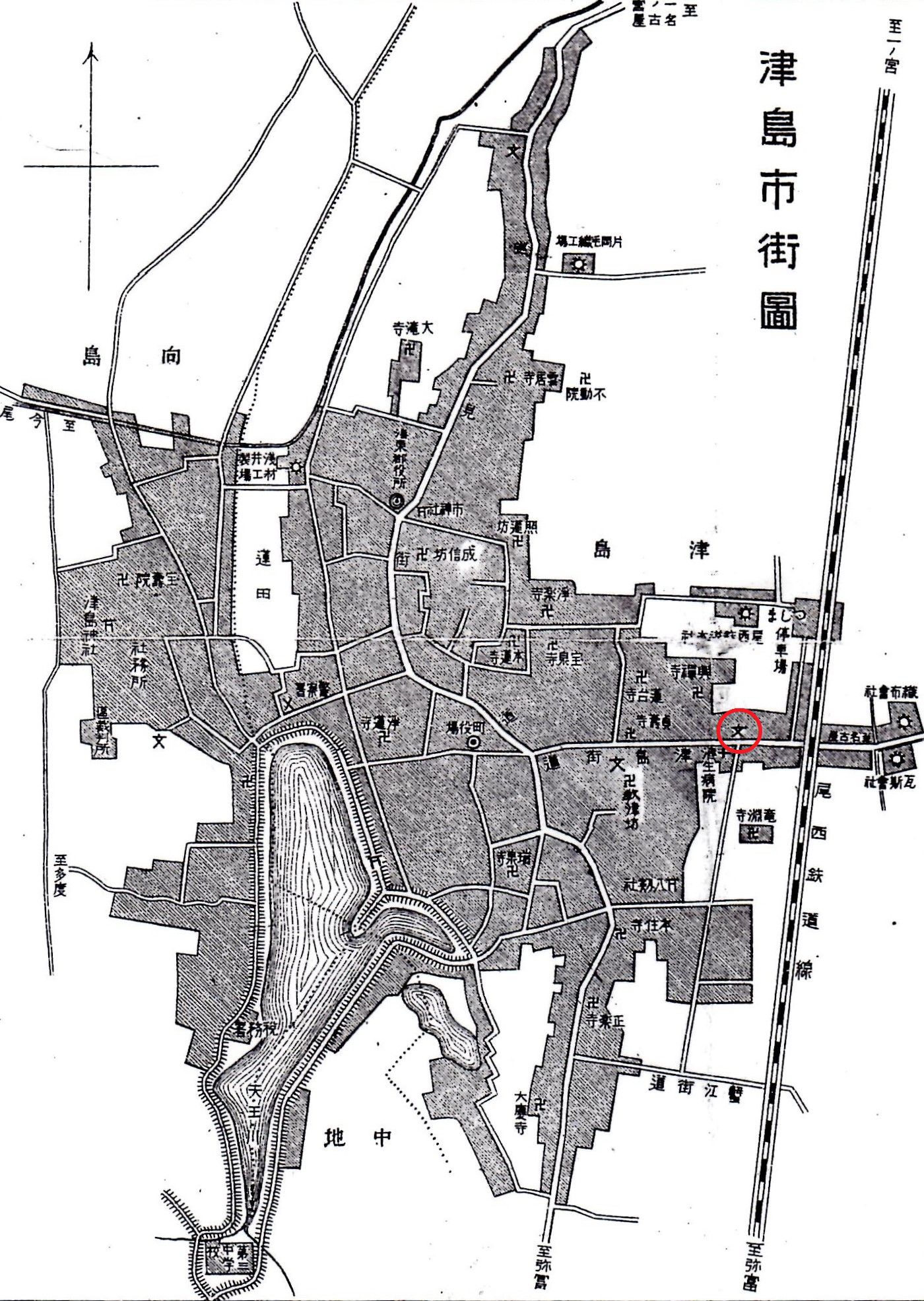
1909年から1913年の図書館の位置（赤丸）

1904年（明治37年）には蟹江町と甚目寺村が独自の高等小学校を設置したため、39ヶ町村学校組合は1903年度末で解散。1904年4月には海東郡立図書館に改称した。1906年には愛知県知事の主導でいわゆる「明治後期の大合併」が実施され、海東郡は41町村から12町村まで統合が進んだ。この段階で地方公共団体としての「町」であったのは津島町と蟹江町だけであり、あとの10自治体は「村」であった。
1907年（明治40年）4月15日には海東郡立戦勝紀念図書館に改称。1909年（明治42年）には各自治体が町村立小学校に高等科を設置したため、津島町外4ヶ村学校組合が解散して津島高等小学校が廃校となった。図書館は同一敷地内の女子高等小学校校舎に移転し、この女子高等小学校は1909年4月から藤里尋常高等小学校今市場仮教場となっている。藤里尋常高等小学校今市場仮教場は、尾西鉄道（現・名鉄尾西線）津島駅の南西、津島街道と興禅寺  に挟まれた場所にあった。
1910年（明治43年）4月には巡回文庫を開始。図書館外に設けた配本所に毎月数十冊の図書を置くものであり、当時としては珍しい試みだった。1911年の蔵書数は4,600点超、利用者数は15,628人であり、愛知県下9図書館の中でも圧倒的に利用者数が多かった。
1913年（大正2年）に海東郡と海西郡が合併して海部郡となると、西柳原町の海部郡役所に移転して海部郡立図書館に改称。海部郡立図書館は海部郡内の18町村すべてに巡回文庫を設置するという先駆的な試みを行った。1923年（大正12年）から1926年（大正15年）の名称は海部郡教育会附属図書館である。1926年に郡役所が廃止されると、海部郡立図書館は一時的に廃館となり、蔵書の30%に相当する約2,500冊が失われた。

### 昭和初期
| 尾張地方の図書館一覧（1928年） | 尾張地方の図書館一覧（1928年） | 尾張地方の図書館一覧（1928年） | 尾張地方の図書館一覧（1928年） | 尾張地方の図書館一覧（1928年） | 尾張地方の図書館一覧（1928年） |
| 自治体                         | 図書館名                       | 設立年                         | 蔵書数                         | 現在の館名                     |                                |
| ------------------------------ | ------------------------------ | ------------------------------ | ------------------------------ | ------------------------------ | ------------------------------ |
| 一宮市                         | 一宮市立図書館                 | 未開館                         | 未開館                         | 一宮市立図書館                 |                                |
| 海部郡津島町                   | 津島町図書館                   | 1927年                         | 4,094                          | 津島市立図書館                 |                                |
| 葉栗郡浅井町                   | 浅井図書館                     | 1923年                         | 1,749                          | 一宮市立図書館                 |                                |
| 丹羽郡古知野町                 | 瀧文庫                         | 1915年                         | 9,505                          | 滝学園本館・講堂               |                                |

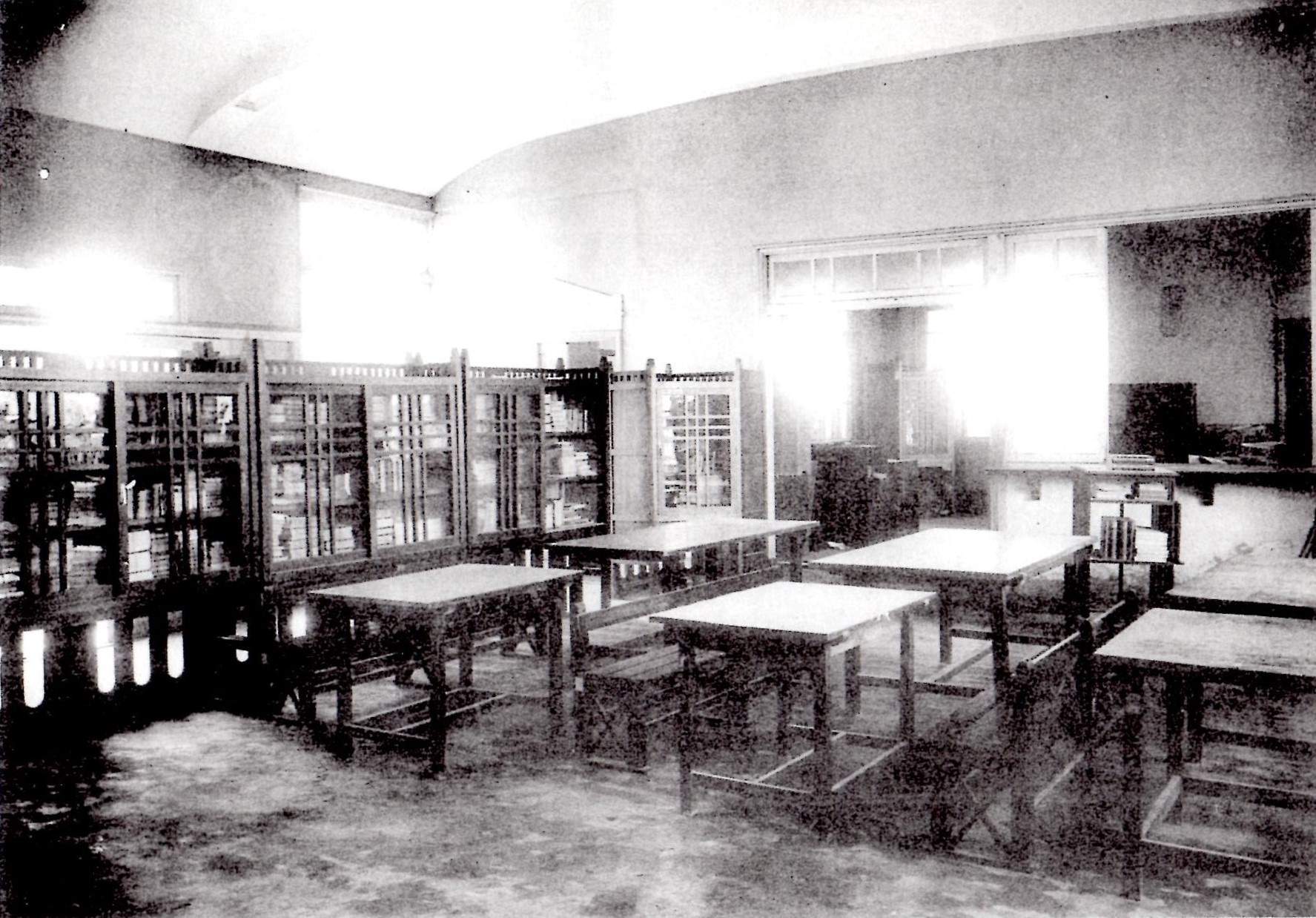
1927年に開館したばかりの津島町立図書館

廃館後には旧海部郡立図書館の蔵書が八開村に引き継がれたものの、津島町はその蔵書を買い取った。1927年（昭和2年）6月には旧海部郡図書館の建物に6,252冊の蔵書が運び込まれ、7月には津島町長の足立弥四郎が町長と兼任で館長に就任、愛知県から図書館設置の了承を得た。図書館規定や規則を制定し、10月15日に津島町立図書館の開館式典が執り行われた。延床面積は閲覧室81m2、書庫35m2、事務室40m2で計156m2だった。愛知県図書館協会が1928年に刊行した『愛知県下公私立図書館記念写真帖』は、津島市立図書館の開館年を1895年（凱戦紀念書籍館の開館年）や1897年（津島高等小学校図書館の開館年）ではなく1927年であるとしている。
1930年（昭和5年）に足立が館長を退任すると、津島町助役の木村復一が助役と兼任で館長に就任、図書館長は津島町長やそれに準ずる地位の人物が兼任する名誉職としての地位が続いた。1931年（昭和6年）3月20日には図書館に隣接していた海部郡農業館（89 m2）に移転した。これは暫定的な移転であり、1932年（昭和7年）3月9日には農業館から元の建物に戻っている。

### 南門前町時代(1935-2000)

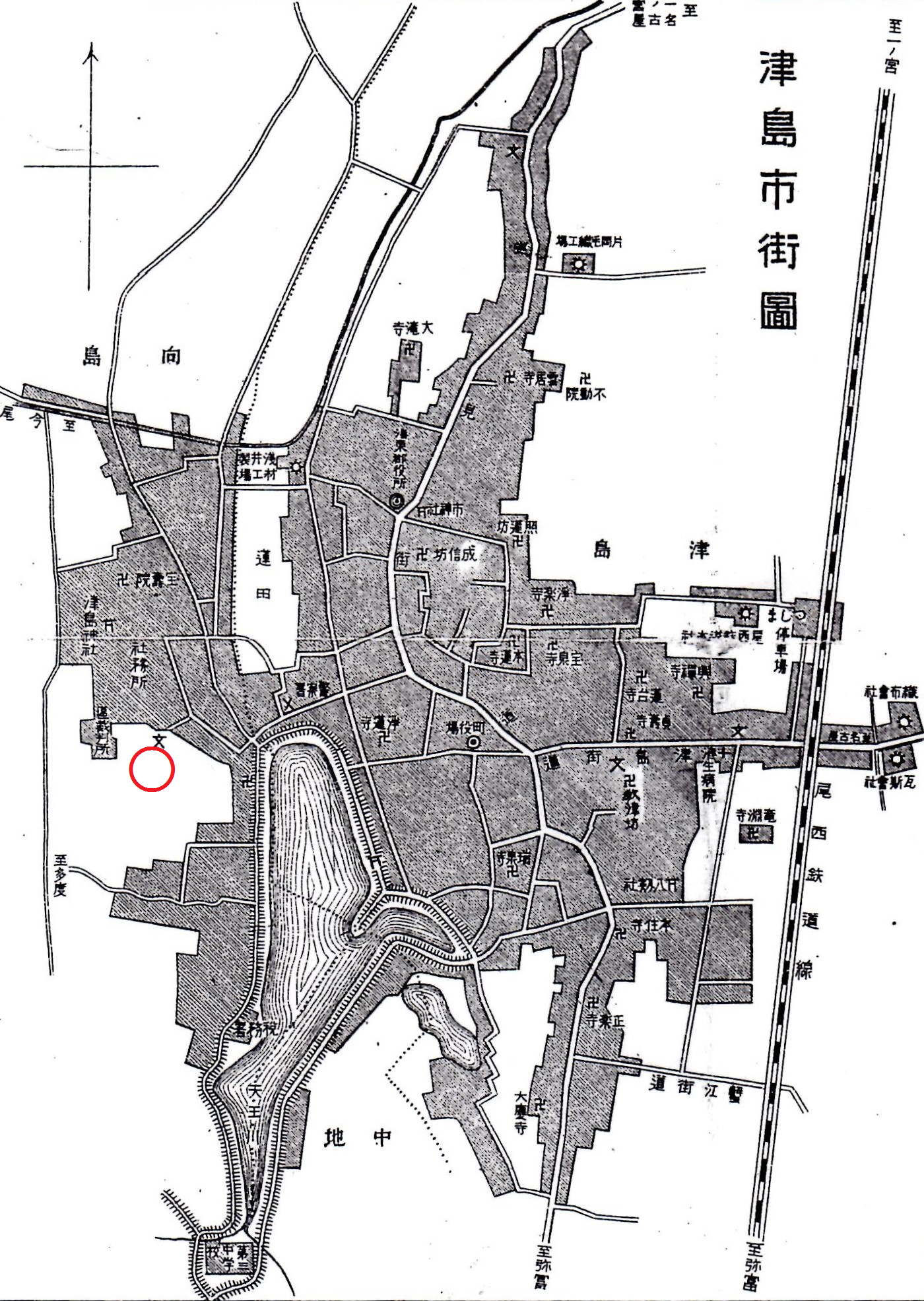
南門前町時代の図書館の位置（赤丸）

#### 津島町公会堂時代(1935-1939)
天王川公園の堤防北側、南門前町には津島町公会堂があった。1935年（昭和10年）には津島町公会堂1階にあった商品館を廃止して、411円43銭の移転費で旧海部郡図書館の建物から移転した。公会堂全体の建築面積は109坪（360 m2）であり、図書館の館内面積は移転前の2倍以上となっている。
津島町立図書館時代には元津島町長の小島音三郎や元市江村長の江上定義が嘱託（事実上の館長）として図書館整備に努めている。小島は図書館内に津島町史編纂所を移設し、町史編纂の過程で収集した郷土資料を逐次図書館に移管した。小島は岡崎市立図書館や三重県の亀山町立図書館（現・亀山市立図書館）を視察し、また『図書分類目録』の原版を作成している。昭和初期の図書館利用者は1日平均約10人だった。

#### 小学校旧校舎時代
2年後の1937年（昭和12年）4月には津島町公会堂の売却が決定されたため、5月17日から近隣の津島第二尋常小学校（現・津島市立西小学校）の旧校舎内への移転を開始し、5月27日に再開館した。1938年（昭和13年）には図書館内で編纂作業が行われていた『津島町史』が刊行され、印刷開始から1か月で売り切れるほどの反響があった。9月には精力的に活動していた小島が退任し、町史編纂に携わっていた江上が嘱託に就任。江上は座談会・講演会・資料展覧会などを開催し、また小学校などへの巡回文庫を16年ぶりに復活させて利用者の増加に努めた。

#### 木造館時代(1939-1967)
1939年（昭和14年）には津島尋常第二小学校の敷地内に図書館専用建物が建設され、10月10日に旧校舎内から移転した。この建物は49坪（162 m2）であり、書庫、男女別の閲覧室、応接室、事務室、小吏室などがあった。1940年（昭和15年）には江上が大垣市立図書館を視察、同年には館外貸出に対する保証金を緩和して館外貸出を奨励したとされる。
1941年（昭和16年）には津島町出身の詩人ヨネ・ノグチを顕彰し、ノグチの著作物や関連図書を収集した野口文庫を設置した。1942年（昭和17年）3月末日には『津島町図書館 図書分類目録』を完成させた。10月20日に愛知県図書館協会が巡回用貸出文庫の制度を施行すると、津島町立図書館はすぐさまこの制度を活用している。
太平洋戦争時には閉館を余儀なくされる公共図書館もあったが、津島町は戦火に見舞われることもなく、閲覧者は減少したものの活動が続けられた。戦時中には特高警察による検閲や没収も経験している。1944年（昭和19年）8月以降には出征者が増加し、児童・学生の勤労奉仕が活発となったため、男性利用者数が激減し、図書館の歴史上初めて女性利用者が男性を上回った。1945年（昭和20年）3月20日には南門前町から天王通り5丁目の職業安定所跡地に移転した。
1947年（昭和22年）3月1日には津島町が市制施行して津島市となり、津島市立図書館に改称した。同年11月16日には南門前町の旧館に再移転している。1948年（昭和23年）には市制施行を記念して『津島市図書館 図書目録』を刊行したが、戦後しばらくは利用者数が極めて少なかった。1949年（昭和24年）頃には図書館内にはCIE図書室が設置されている。
1951年（昭和26年）4月1日には津島市立図書館から津島市立津島図書館に改称。1950年（昭和25年）10月27日には図書館の前庭にヨネ・ノグチの銅像が設置されたが、図書館利用者の少なさが原因で市民の目に触れなかったことから、2年後の1952年（昭和27年）8月には天王川公園の中ノ島に移設された。
1957年（昭和32年）には津島町出身の生化学者である杉浦兼松から1万円の寄付を受けて杉浦兼松文庫を設置、以後も杉浦から寄付を受ける度に文庫を拡大させた。1958年（昭和33年）には本格的に館外貸出サービスを開始し、この年からは館外貸出冊数を独立した統計としている。1959年（昭和34年）9月に東海地方を襲った伊勢湾台風では浸水被害こそなかったものの、屋根の破損、天井の崩落、土壁の剥落などの被害（被害額17万円）が生じた。屋根の損傷による雨漏りが原因で、約17,000冊の蔵書のうち約300冊が水に濡れて損害を受け、さらに貸出中の300冊も水濡れ被害を受けるか流出した。津島市内の他の公共施設と比べて復旧が遅れ、1960年（昭和35年）2月11日まで長期休館を余儀なくされた。
1961年（昭和36年）6月24日-27日には梅雨前線豪雨（三六災害）が愛知県西部を襲い、日光川・領内川・目比川など近隣の河川が軒並み氾濫、尾西市・祖父江町・津島市などは広範囲に渡って冠水した。図書館の玄関前の水位も約60cmに達したが、図書館の建物入口にはこれを上回る高さの階段があったため、床上浸水は免れている。7月2日には水が引いたものの、後片付けなどのために7月13日まで休館した。1962年（昭和37年）2月には津島町出身でアメリカ・ロサンゼルス在住の武藤竹代から洋書184冊の寄贈を受け、武藤文庫を設置した。1964年（昭和39年）4月1日には津島市立津島図書館から津島市市立図書館に改称。9月には図書館専用の電話回線が開設された。同年には津島市青少年問題協議会が「悪書」13トンを回収して古紙再生業者に売却し、図書館はその売上金で購入された300冊の寄贈を受けた。

#### RC造館時代(1967-2000)
1967年（昭和42年）に市制20周年を迎えた津島市は、記念事業の一環として同一敷地内に図書館を新築した。1966年（昭和41年）12月1日には木造館が閉館、1967年3月31日に鉄筋コンクリート造の新図書館が竣工し、4月9日に開館した。鉄筋コンクリート造平屋建、延床面積364m2であり、総工費は1040万円。この新館は一般室、児童室、新聞雑誌コーナーなどからなり、ニューアーク方式による利用者登録制度を導入した。津島ライオンズクラブからの寄付金75万円を元に図書を購入して、新館には津島ライオンズクラブ文庫が設置された。
1968年（昭和43年）10月から1969年（昭和44年）4月まで長期休館し、361m2の2階部分を増築。閲覧室、読書室、集会室、展示室、書庫などが設けられた。これによって延床面積は725m2となり、後の閉架書庫増築によって771m2となっている。延床面積は約2倍に増加し、蔵書数は尾張地方屈指の多さとなったものの、長期休館の影響もあって利用者は低迷。小中高校生以外の一般利用者がほとんどいないと関係者が嘆く状況だった。1968年に行われた閲覧情報調査によると、学生が58%、児童が25%、一般が17%であり、利用者数がもっとも多かったのは児童・生徒の夏休みと重なる7月・8月だった。
同時期の海部地方には13市町村があったが、市制を施行しているのは津島市だけだった。津島市を含めた海部郡内の図書館は、津島市市立図書館、佐屋町立杉野図書館（佐屋町、1966年完成）、蟹江町立図書館（蟹江町）の3館だけであり、図書館のない佐織町・立田村・八開村（いずれも現・愛西市）から津島市立図書館にやってくる利用者もいた。津島市市立図書館は津島市西端部にあるため、津島市東部の神守地区や神島田地区からのアクセスは悪く、移動図書館の巡回を望む声が高まった。
1970年（昭和45年）7月には津島市立神守中学校のPTAが自主的に、中学校内の津島市青年研修所にPTA図書文庫（貸出拠点）を開設。1971年（昭和46年）9月には津島市市立図書館がこのPTA文庫を発展させて神守定期図書室（分室）とした。神守地区は住宅造成が盛んな新興住宅地であるが、公共交通機関で津島市中心部まで移動すると約1時間もかかる地区である。1972年（昭和47年）には津島市市立図書館から約3km離れた神島田地区の神島田連絡所内に、市内2番目の分室として神島田分室が設置された。分室の設置や移動図書館の巡回などの施策を進めた結果、1974年度の貸出冊数は前年を35%も上回っている。
1974年（昭和49年）には本館に冷房設備とコピー機が導入され、児童の貸出冊数が1冊から2冊に拡大された。1976年度の蔵書数は約47,700冊であり、利用者数は約44,000人だった。1977年（昭和52年）9月には団体貸出を開始し、学童保育所、保育園、東海農政局などがこのサービスを利用している。1978年（昭和53年）には神守定期図書室が新築された神守公民館に移転し、神守図書室の利用者数は大きく増加した。1979年（昭和54年）には本館で小学生向けに「1日図書館員」体験を実施、これは当時としては全国的に珍しい試みだった。
1980年（昭和55年）には蔵書数が人口と同程度（約60,000）まで増えたため、2冊だった貸出制限を5冊に緩和した。1981年（昭和56年）には身体障害者や来館困難者などを対象として郵送貸出サービスを開始し、小学生以上だった貸出制限を撤廃して0歳から貸出を可能とした。1982年（昭和57年）7月には床面の貼り替え、点字ブロックやスロープなどの導入を行い、土足入館が可能となってバリアフリー化が図られた。1983年（昭和58年）には創立88周年を記念して、10月28日から11月3日まで「米寿祭」を開催した。

##### 移転に向けた動き

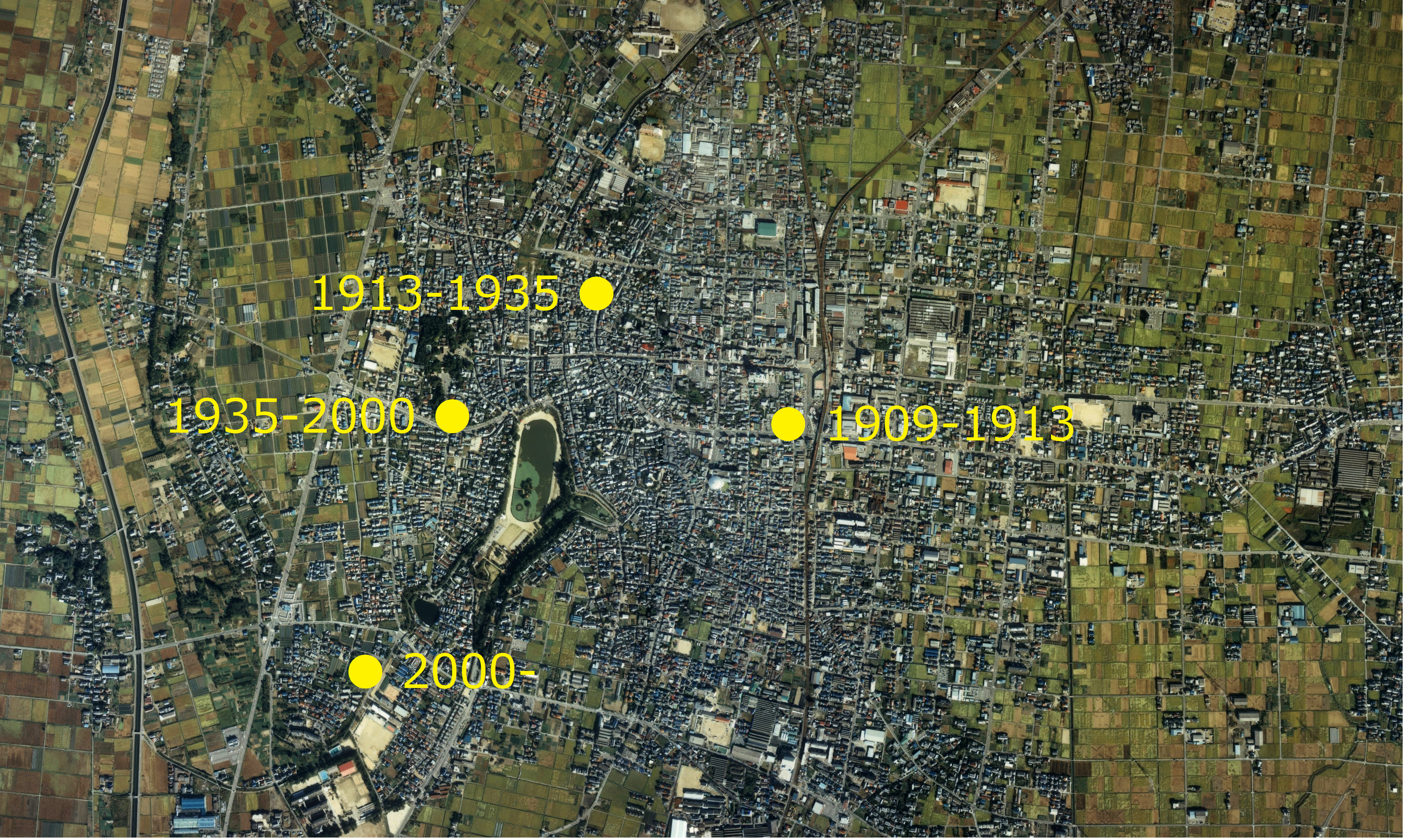
津島市街地における図書館の位置の変遷（1909年以後）

米寿祭後には移転に向けた動きが活発化し、特に天王通り6丁目にある市役所跡地が候補に挙げられた。「津島駅周辺に文化的な図書館の建設を願う」請願署名運動が行われ、人口約60,000人の津島市で15,063筆の署名が市議会に送られると、市議会は全会一致で可決している。市民団体「津島市市立図書館を良くする会」は新図書館建設のための基金づくりを目的として、図書館まつりや古本バザーを開催した。毎年開催された図書館祭りは大きな盛り上がりを見せ、愛知県外にも紹介されている。1986年（昭和61年）には神島田公民館が新築され、神島田連絡所にあった神島田分室を公民館内に移転させたが、移転後も神島田分室の利用は低迷した。
1989年（平成元年）10月1日には津島市立中央図書館（仮称）建設準備委員会の設置を決定し、1990年（平成2年）1月19日に初会合が開催された。この時点の津島市市立図書館は、愛知県内29市の市立図書館としてはもっとも延床面積が狭く、一宮市の一宮市立豊島図書館に次いで建設時期が古かった。他館で充実化が進んでいた視聴覚資料はほとんどなく、駐車場は20台分しかなかった。新図書館は1995年度着工の予定だったが、1994年度の津島市は津島市文化会館の新築や津島市民病院の財政再建など大型出費が重なり、図書館の新館建設は一時延期された。1995年（平成7年）には隣接する佐屋町に佐屋町立図書館新館（現・愛西市中央図書館）が開館し、津島市市立図書館の利用者数は1995年度と1996年度の2年連続で減少した。
1995年には創立100周年を迎え、『津島市市立図書館100年のあゆみ』を刊行したほか、シンボルマークの制定、資料の展示会、女優の中野良子による講演会など様々な催しを開催した。この100年間には実に8回もの名称変更と6回もの移転を経験している。1996年（平成8年）3月、新館の建設地が現在地から約500m南の老松町にある津島市営プール跡地となることが決定した。1998年（平成10年）9月25日には起工式が行われ、2000年（平成12年）2月18日に竣工。旧館は4月から段階的に業務を縮小して移転作業を行い、1947年から同地にあった図書館は9月1日に閉館した。現在のこの建物は資料館「わざ・語り・伝承の館」として使用されている。

### 老松町時代(2000-)
2000年11月3日には新館の開館記念式典が行われ、11月11日には通常業務が開始された。新館開館にともなって、名称は津島市市立図書館から津島市立図書館に改称されている。開館時の蔵書は図書16万2000冊、ビデオ1200本、CD2100本、点字図書700冊など、計18万4000点。延床面積は5,900m2であり、旧図書館の約7倍、愛知県下第4位（当時）となった。新館建設の総事業費は23億1000万円。
2001年（平成13年）には7・8月の開館時間を午後7時まで延長した。2002年（平成14年）4月には神守定期図書室を神守図書室と改め、開館日を週3日から週5日に拡大した。2003年（平成15年）には退職した山田克己津島市長から1000万円の寄付を受け、貴重書や全集などを購入して山田克己文庫を設置した。

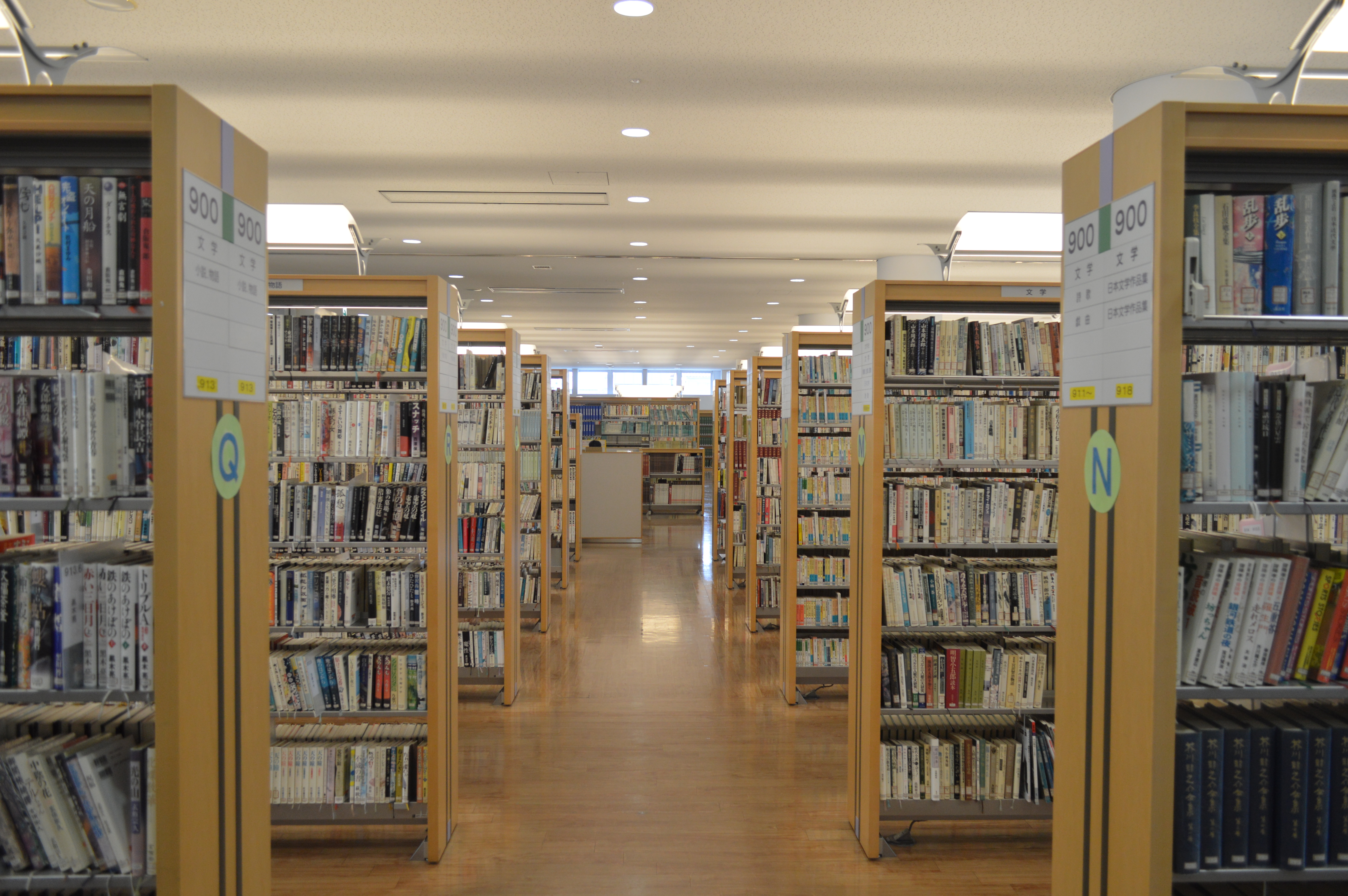
1階の一般図書室

2004年度（平成16年度）には津島市議会や津島市図書館協議会で指定管理者制度の導入が検討され、2006年（平成18年）には導入を正式決定、4団体の応募の中からNPO法人まちづくり津島が指定管理者に選定された。図書館の指定管理委託は愛知県で3例目、NPO法人に管理運営を委託する公立図書館は全国で9例目であり、愛知県内では初の事例である。愛知県立大学図書館事務長などを務めた飯谷貞次が館長に就任。2008年（平成20年）8月には定期休館日（月曜日）を廃止し、本館と分室の開館日を大幅に増やした。週の定期休館日がない図書館は、江南市立図書館（江南市）、瀬戸市立図書館（瀬戸市）、新城図書館（新城市）、おおぶ文化交流の杜図書館（大府市）に次いで愛知県内で5館目である。直営時代の年間運営費は約1億2800万円だったが、管理運営委託後には約1億円（委託管理費8100万円、図書購入費1200万円など）となった。
2009年（平成21年）3月にはカラーコピー機を設置し、4月には貸出点数を最大5点から最大10点に、予約点数を最大2点から最大5点に引き上げた。図書館は名鉄津島駅から徒歩25分ほどかかるため、2011年（平成23年）8月には津島駅に返却ポストが設置された。西尾張地方では江南市立図書館も同様の取組みを行っているという。

### 年表
- 1895年（明治28年）-1896年（明治29年） : 海東海西郡教育会附属凱戦紀念書籍館（創設）
- 1896年（明治29年）-1897年（明治30年） : 海東郡教育会附属凱戦紀念書籍館
- 1897年（明治30年）-1900年（明治33年） : 津島高等小学校図書館（公共図書館として認可）
- 1900年（明治33年）-1901年（明治34年） : 海東図書館
- 1901年（明治34年）-1904年（明治37年） : 海東郡図書館
- 1904年（明治37年）-1907年（明治40年） : 海東郡立図書館
- 1907年（明治40年）-1913年（大正2年） : 海東郡立戦勝紀念図書館
- 1913年（大正2年）-1923年（大正12年） : 海部郡立図書館
- 1923年（大正12年）-1926年（昭和元年） : 海部郡教育会附属図書館

1926年（昭和元年）-1927年（昭和2年） : 廃館
- 1927年（昭和2年）-1947年（昭和22年） : 津島町立図書館
- 1947年（昭和22年）-1951年（昭和26年） : 津島市立図書館
- 1951年（昭和26年）-1964年（昭和39年） : 津島市立津島図書館
- 1964年（昭和39年）-2000年（平成12年） : 津島市市立図書館
- 2000年（平成12年）- : 津島市立図書館

2007年（平成19年） : 指定管理者制度を導入
出典 : 津島市立図書館の変遷

## 各館

### 本館

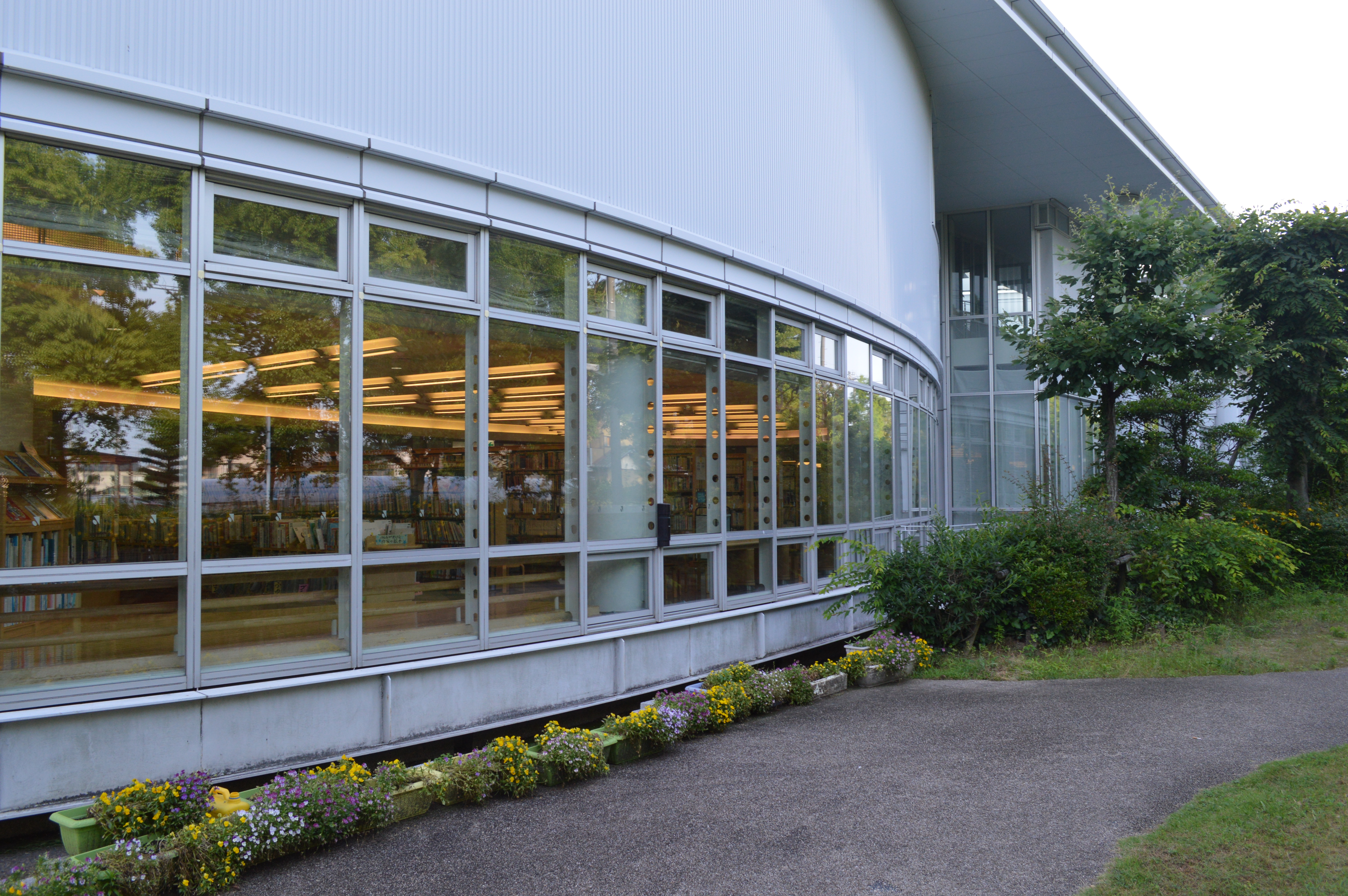
館外の遊歩道から見た館内

#### 基礎情報
- 所在地 : 496-0854 愛知県津島市老松町1番地1
- 開館時間 : 午前9時-午後6時（7月と8月は午前9時-午後7時）
- 休館日 : 毎月第4火曜日、特別整理休館日、年末年始
- アクセス : 名鉄津島線・尾西線津島駅から徒歩約25分、または津島駅から津島市ふれあいバス

#### 建物

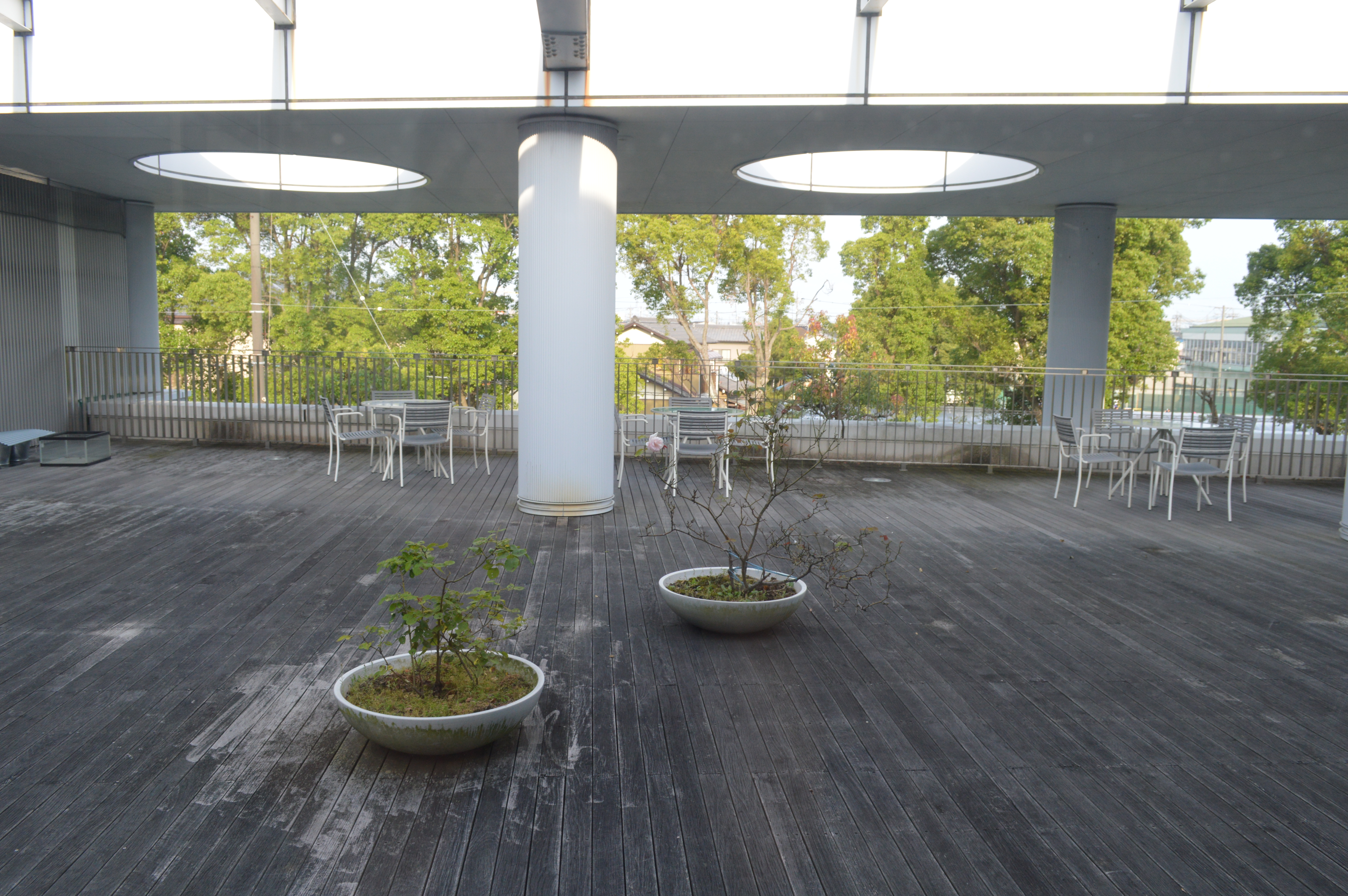
2階のライブラリーテラス

2000年完成の現行館の設計は安井建築設計事務所。安井建築設計事務所は春日井市の文化フォーラム春日井（春日井市図書館）の設計なども担当している。鉄骨一部鉄筋コンクリート造地上2階・地下1階建。住宅地の中心にあるため、景観に配慮して低層の2階建となった。2階のライブラリーテラスには木製の床面に6卓のテーブルが置かれており、屋外で読書を楽しむことができる。調べもの室、畳敷きの文の舎、おはなしのへやなどがあり、多様な閲覧環境が用意されている。収蔵能力は33万3000冊。
近くの天王川公園では毎年夏季に尾張津島天王祭が開催され、365個の提灯を付けた巻藁船（まきわら舟）が池に浮かぶ。津島市図書館の外観はこの巻藁船を模したといい、建物外壁には提灯になぞらえた照明が備え付けられている。建物に隣接する緑道は津島市が国有地を借り受けた場所であり、津島市と安井建築設計事務所が共同でデザインを行った。緑道にもっとも近い場所にあるデッキは閲覧スペースの一部として計画されていたが、管理上の理由から使用されていない。
1階の天井高は3m50cm。書架の上部には羽根のようなアルミ板が設置されており、蛍光灯で下からアルミ板に光を当てた上で、その反射光で書架を照らしている。この照明方式によって、書架の間に利用者が立っても書架に影が映りにくくなっている。照明デザイナーの近田玲子とヤマギワの共同開発で生まれたむつ市立図書館（青森県むつ市）の照明をモデルとして、安井建築設計事務所とヤマギワが共同でこの照明方式を開発した。書架の間隔は157.5cmを基本とし、利用者の多い小説などのコーナーは210cmとなっている。
間接照明による温かみのある空間づくりなどが評価され、2001年には照明学会東海支部の支部長奨励賞を受賞した。2000年には愛知県による第6回人にやさしい街づくり賞を受賞している。

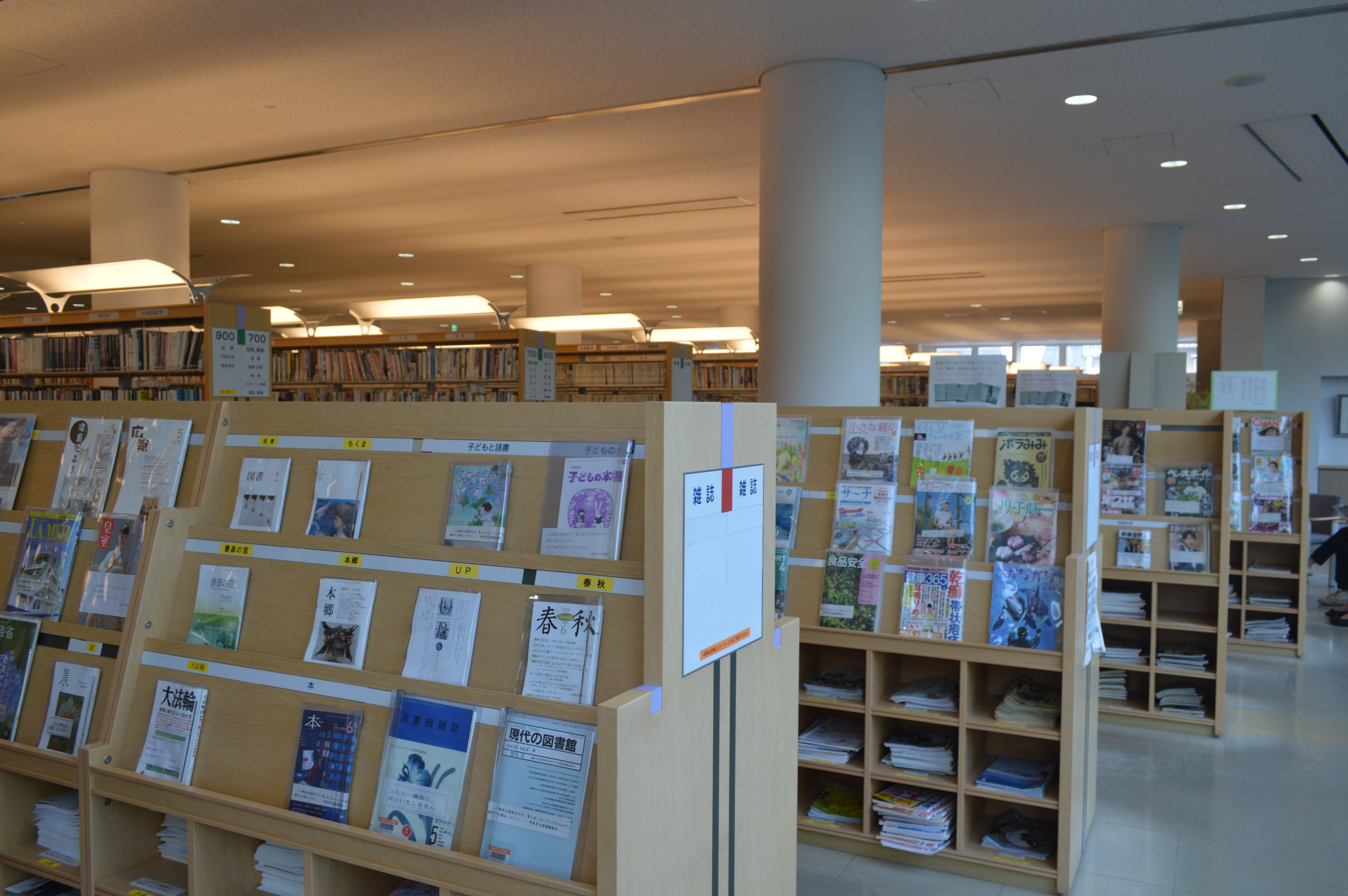
1階の雑誌コーナー
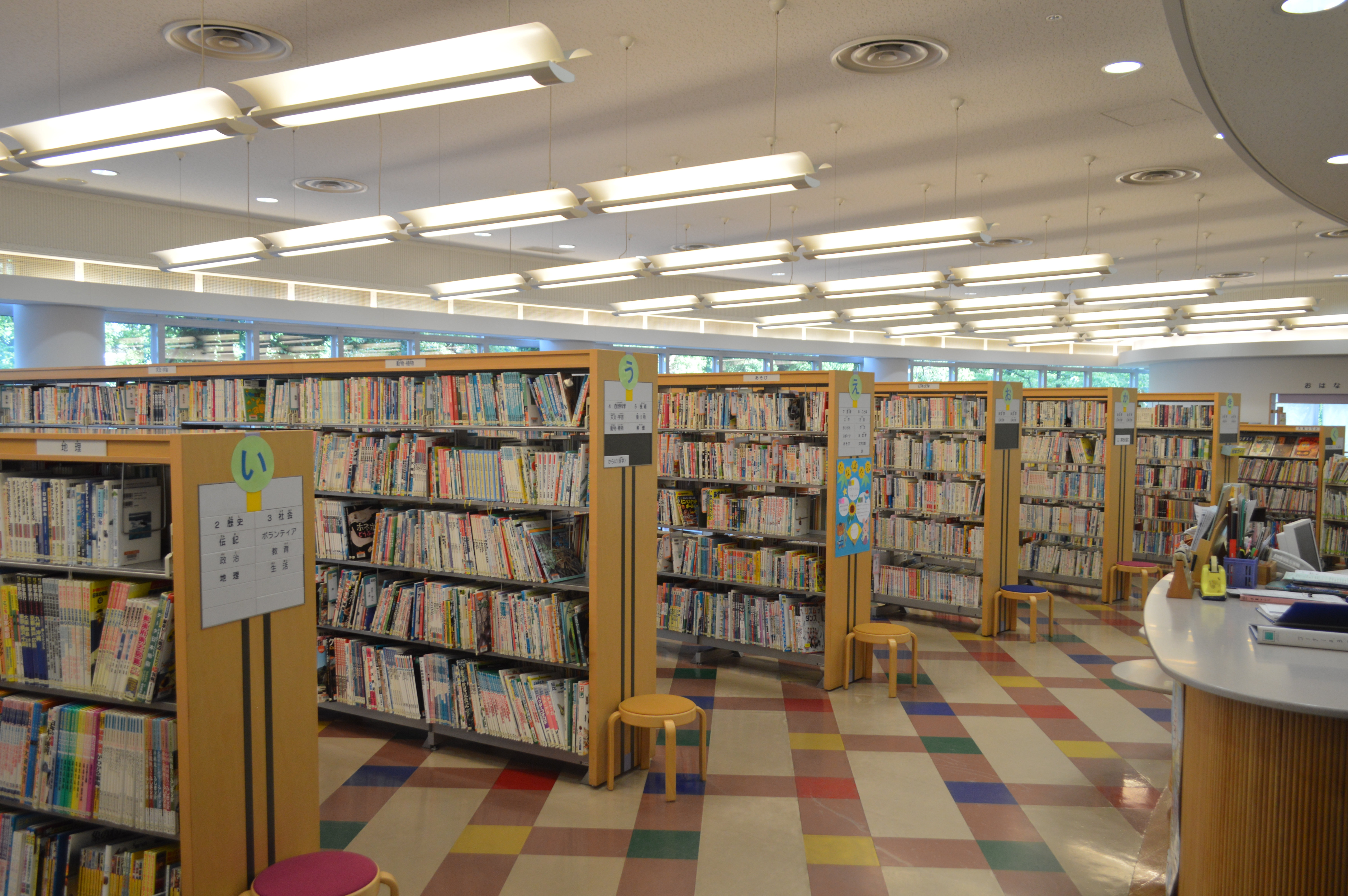
1階の子ども図書室
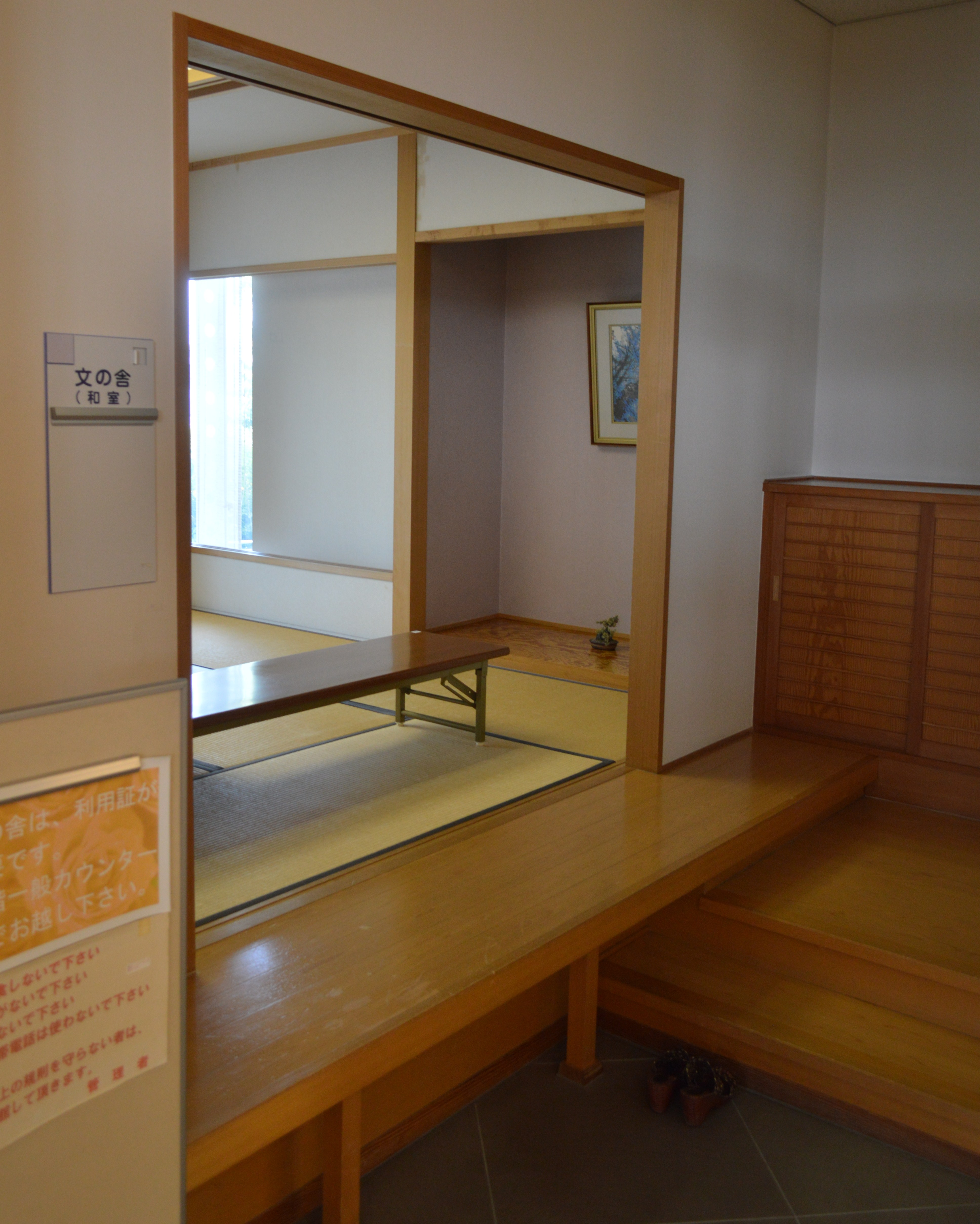
1階の文の舎（和室）

### 分室

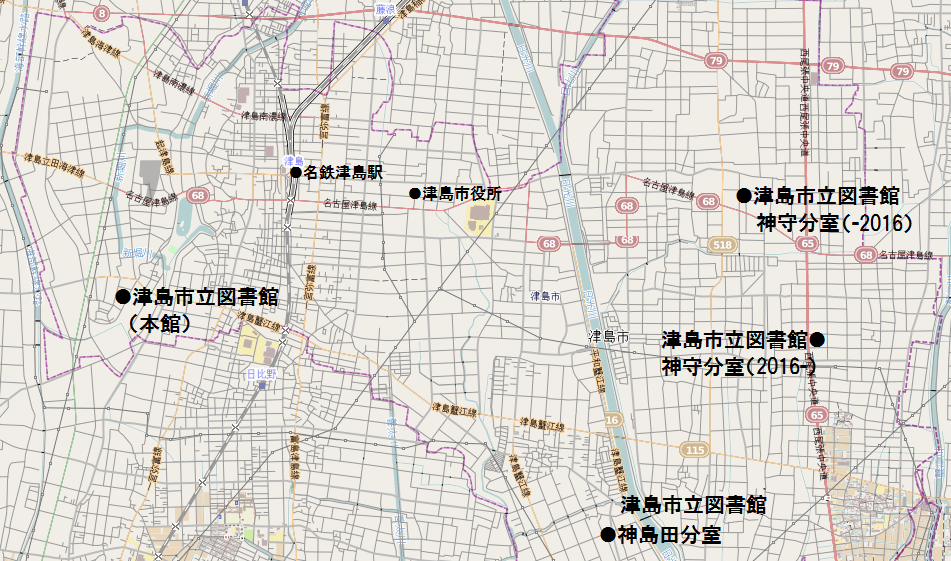
本館と分室の位置関係

#### 神守分室
- 所在地 : 496-0011 愛知県津島市莪原町字椋木5（津島市生涯学習センター1階）
- 開館時間 : 9時-17時
- 休館日 : 市立図書館の休館日および生涯学習センターの休館日（月曜日、ただし祝日は除く）

2016年3月31日までは津島市神守町字森本51の神守公民館内にあった。4月1日には神守公民館がコミュニティセンターに機能変更したため、神守分室は津島市生涯学習センター（旧・アイプラザ津島）2階へ移転。2020年11月21日からは同センター1階へ移転している。

#### 神島田分室
- 所在地 : 496-0025 愛知県津島市中一色町東郷22-1（神島田公民館内）
- 開館時間 : 9時-17時
- 休館日 : 市立図書館の休館日および公民館の休館日（祝日など）

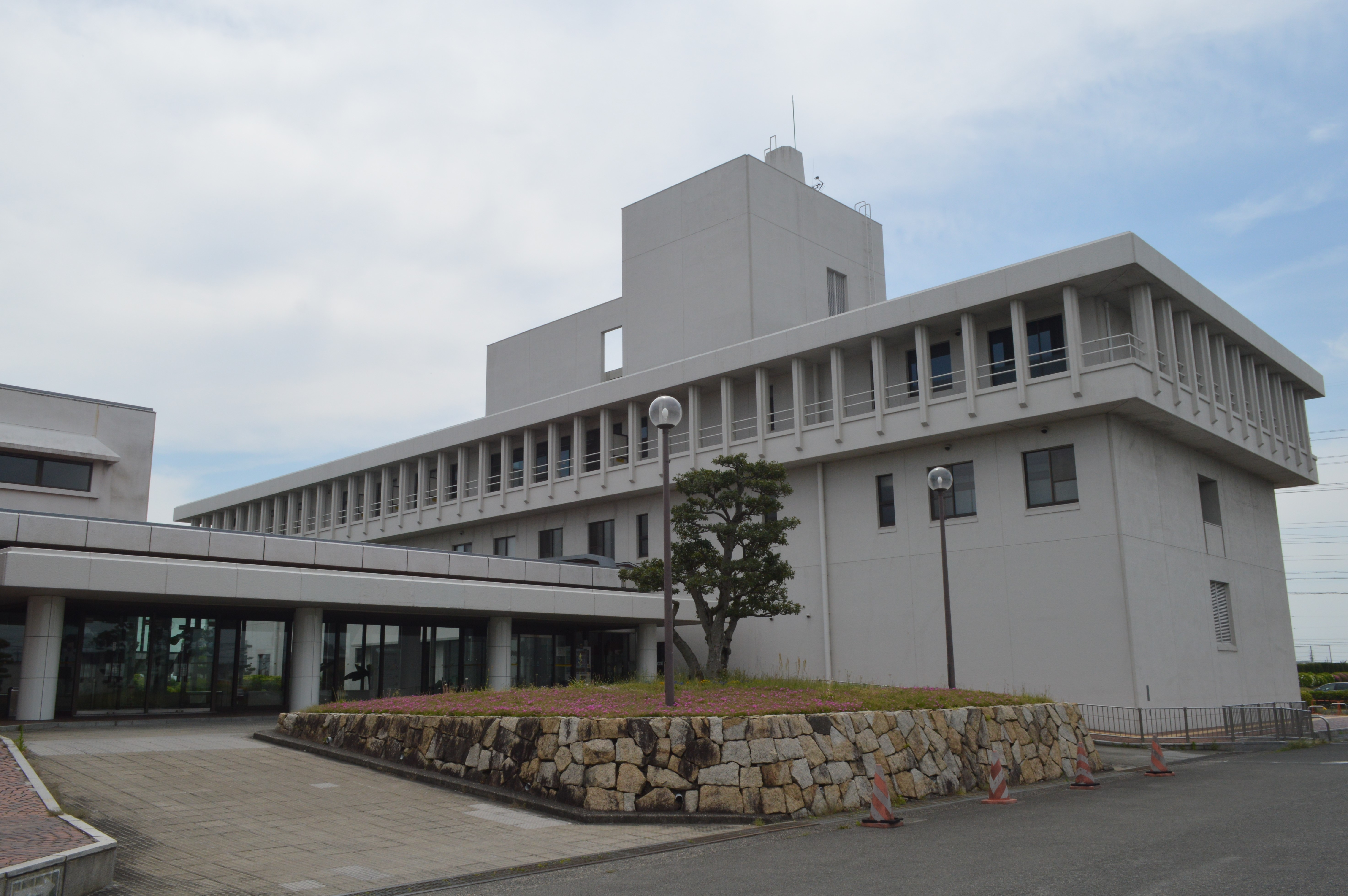
津島市生涯学習センター
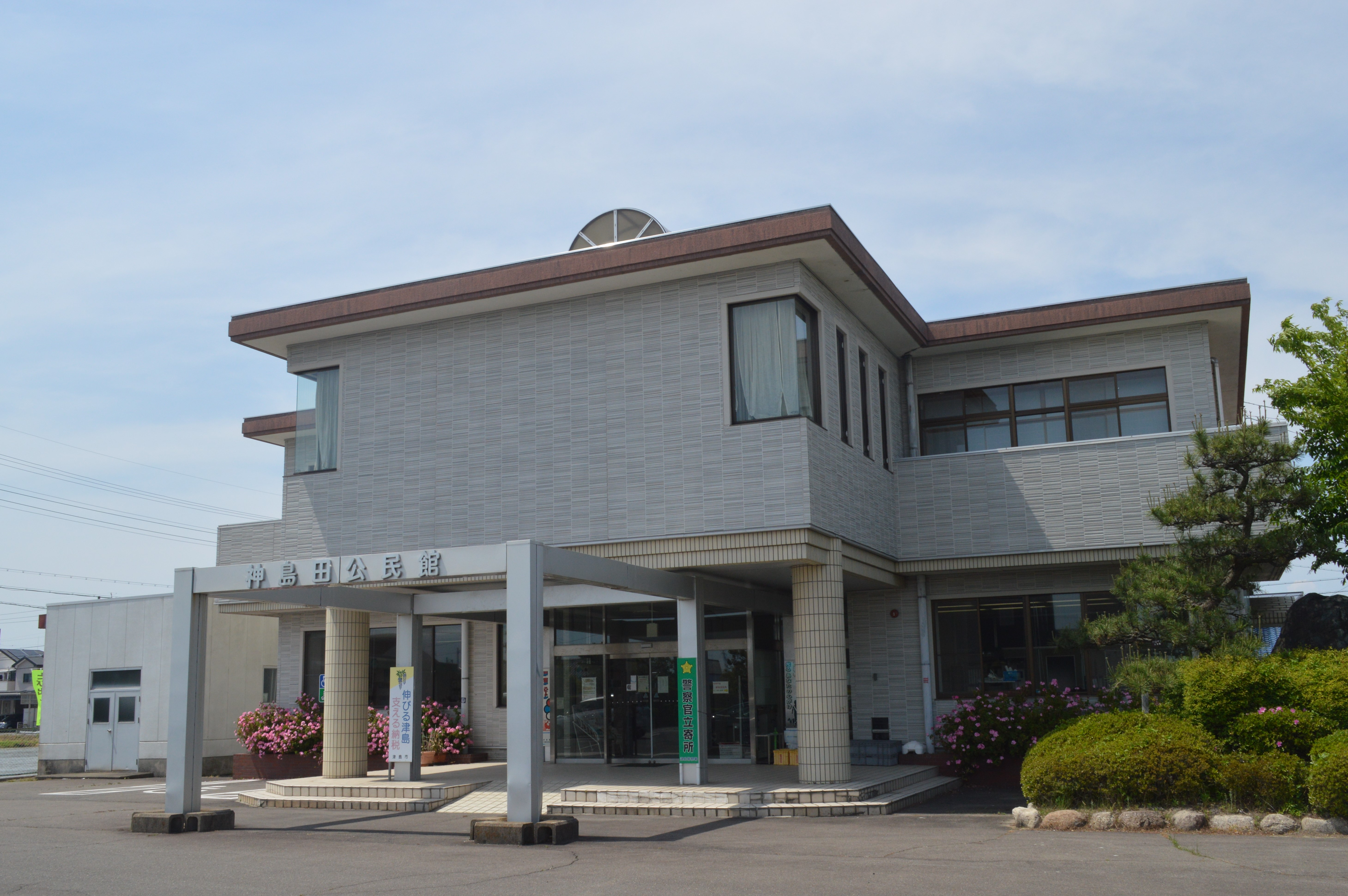
神島田公民館

### 移動図書館
1973年（昭和48年）12月4日には広報車を改造して移動図書館（自動車文庫）の試験運行を開始し、試験的に6地区を巡回した。この中古のマイクロバスは故障が続いたため、3年後の1976年（昭和51年）には220万円の予算で移動図書館車「ひばり号」を新規購入し、巡回地区を13地区に増やした。「ひばり号」は日産・ホーマーを改造したものであり、外架式で700冊を積み込むことができる。
1993年（平成5年）7月には2台目の移動図書館車として「しらさぎ号」を導入した。「しらさぎ号」はトヨタ・コースターを改造したものであり、内架式で1,200冊を積み込むことができる。津島市内に団地や高層マンションが建設されたこともあり、巡回する地区を一新し、津島市民病院や老人ホームなども巡回していた。利用率の低迷により、2002年（平成14年）7月には巡回拠点を減らした。1973年の運行開始から34年後の2007年（平成19年）3月には移動図書館サービスが廃止された。

## 特色

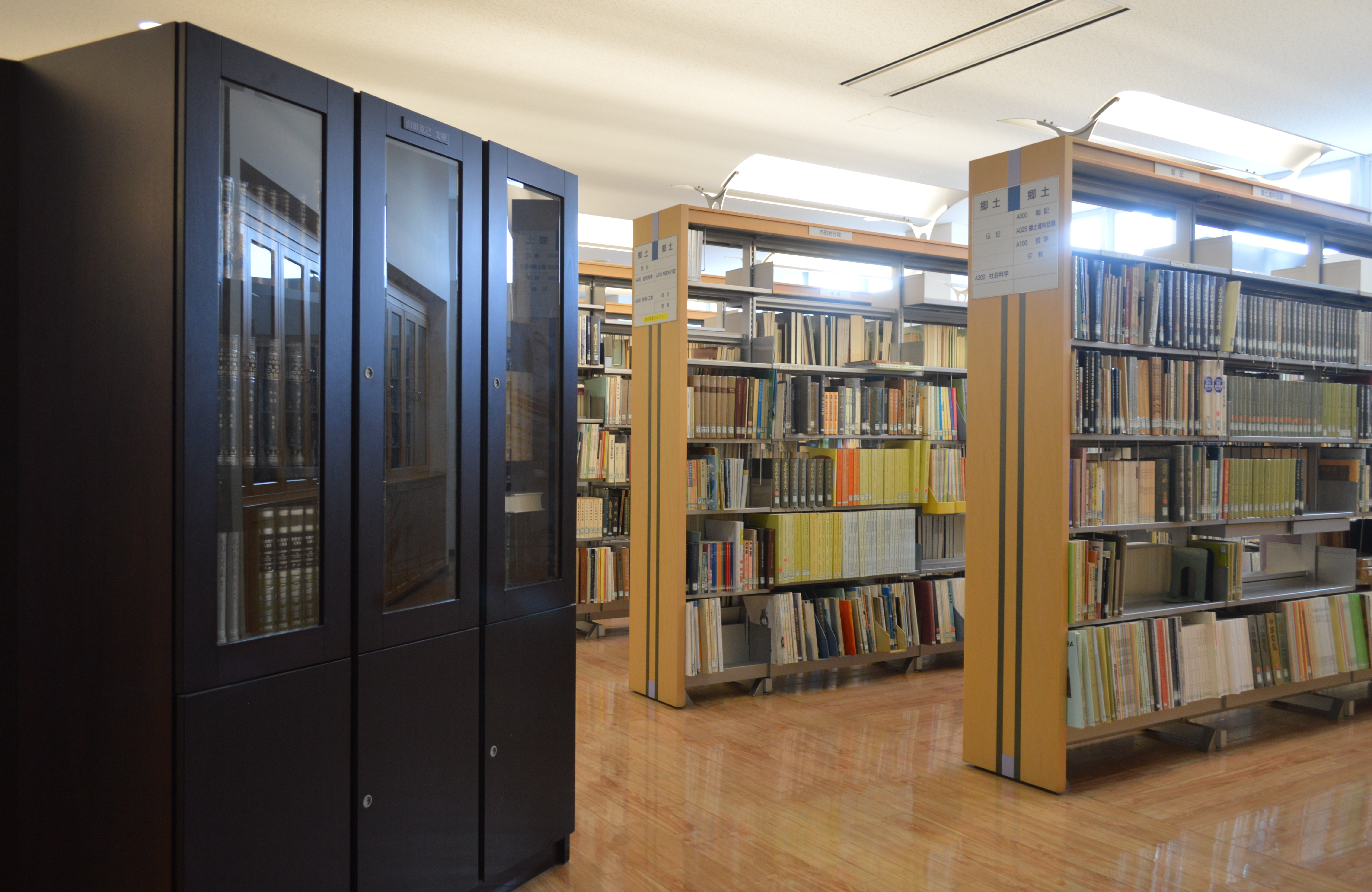
郷土資料コーナー

2007年にNPO法人まちづくり津島が指定管理者となってからは、特に郷土資料の収集に力を注いでいる。明治期以降の津島を写した歴史写真集、海部・津島地方の地方新聞記事集成、地場産業である毛織物業を後世に伝えるためのDVDなどを刊行しており、これらの取組みは公立図書館としては珍しいとされる。津島の歴史を調査している住民は多く、レファレンスサービス件数がもっとも多いのは郷土関連である。このほかに、2010年には海部地域の学芸員が連携して『海部津島人名事典』（著者は津島ロータリークラブ・海部歴史研究会）を刊行している。
2012年度と2013年度には郷土資料の収集・編集発行を精力的に行い、『歴史写真集 津島』第1輯-第3輯を発行した。市民の関心が高く親しみやすい視聴覚資料を用い、市民と連携して発行しているのが特徴である。映像資料はYouTubeの図書館公式ページから視聴可能であり、写真資料は図書館公式サイトで閲覧可能である。これらの活動が評価され、2014年（平成26年）には文部科学省の「図書館実践事例集」に掲載された。2015年時点では図書館職員が4冊の郷土史関連図書の執筆に携わっている。津島市立図書館は民間委託されたことで独自性が強まったとされる。創立120周年を迎えた2015年には記念事業として図書館史『津島市立図書館編年資料集成 1895-2015』を刊行した。

## 刊行物

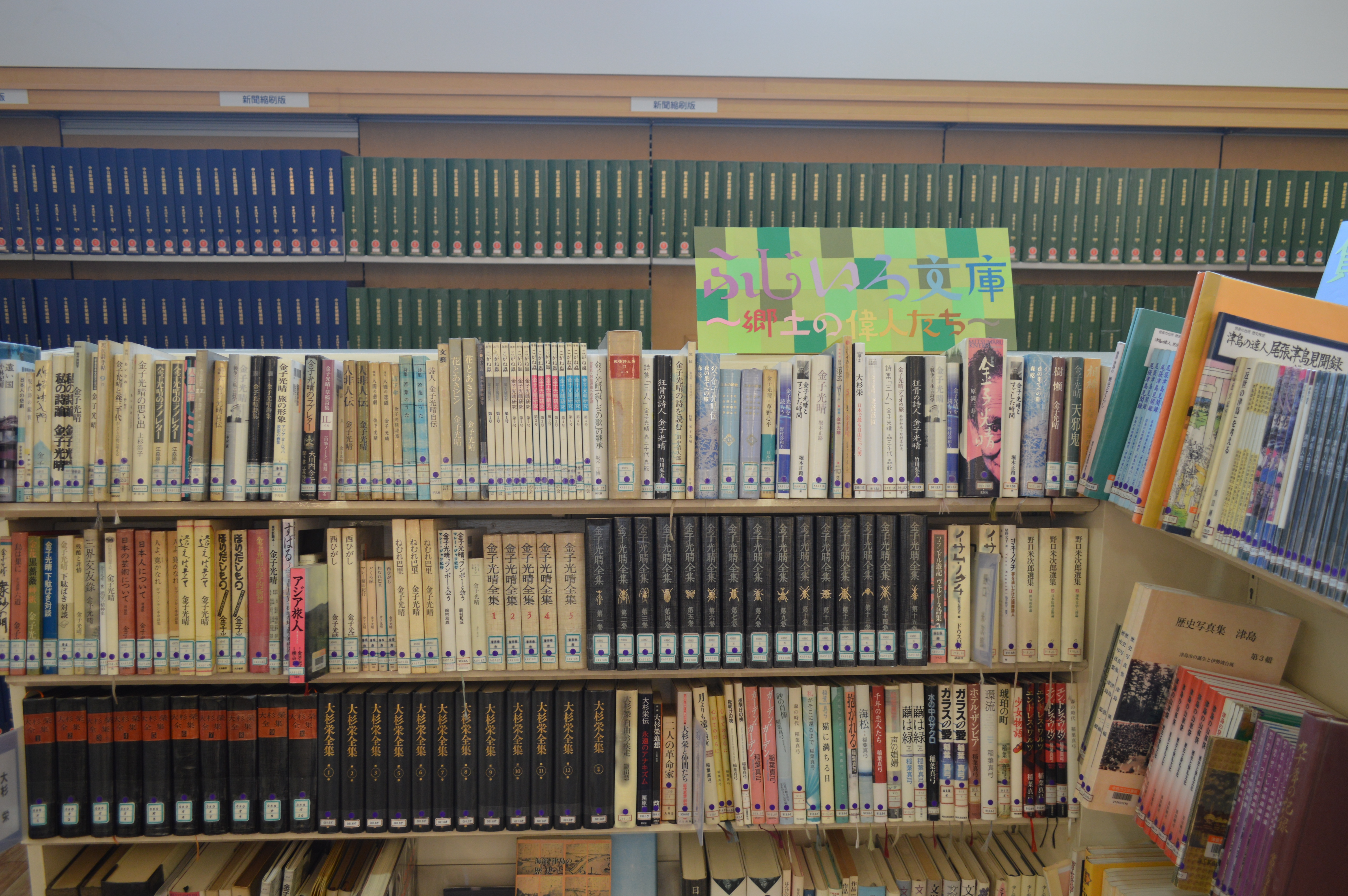
1階の郷土の偉人コーナー

### 映像資料
- 2012年「戦時下の津島と片岡毛織」(DVD)
- 2012年「昭和初期の津島と飯田毛織」(DVD)

### 文字資料
| - 1915年『海部郡立図書館図書分類目録』 - 1942年『図書分類目録』 - 1948年『図書目録』 - 1964年『津島市郷土資料総合目録』 - 1983年『津島市市立図書館白書』 - 1995年『津島市市立図書館100年のあゆみ』 | - 2007年『郷土研究 神守村』 - 2010年『神守のむかしばなし』 - 2011年『昭和初年津島町風俗画集』 - 2012年『歴史写真集 津島』第1輯 - 2013年『歴史写真集 津島』第2輯 - 2013年『地方新聞集成 海部・津島』第1輯 - 2013年「郷土版画絵葉書」（1組10枚） - 2013年『歴史写真集 津島』第3輯 - 2014年『地方新聞集成 海部・津島』第2輯 - 2015年『地方新聞集成 海部・津島』第3輯 - 2015年『津島市立図書館編年資料集成 1895-2015』上冊 - 2015年『津島市立図書館編年資料集成 1895-2015』下冊 - 2019年『津島の浮世絵版画』 - 2021年『歴史写真集 津島』第4輯 |

## 統計
| 津島市立図書館の蔵書点数 | 津島市立図書館の蔵書点数 | 津島市立図書館の蔵書点数 | 津島市立図書館の蔵書点数 | 津島市立図書館の蔵書点数 |
| ------------------------ | ------------------------ | ------------------------ | ------------------------ | ------------------------ |
| 年度                     |                          |                          |                          | 点数                     |
| 1923                     | 1923                     |                          | 8,150                    | 8,150                    |
| 1930                     | 1930                     |                          | 6,550                    | 6,550                    |
| 1940                     | 1940                     |                          | 10,080                   | 10,080                   |
| 1951                     | 1951                     |                          | 12,601                   | 12,601                   |
| 1960                     | 1960                     |                          | 19,948                   | 19,948                   |
| 1970                     | 1970                     |                          | 24,451                   | 24,451                   |
| 1980                     | 1980                     |                          | 57,490                   | 57,490                   |
| 1990                     | 1990                     |                          | 123,995                  | 123,995                  |
| 2000                     | 2000                     |                          | 161,920                  | 161,920                  |
| 2010                     | 2010                     |                          | 261,248                  | 261,248                  |
| 2014                     | 2014                     |                          | 289,218                  | 289,218                  |

| 津島市立図書館の貸出点数 | 津島市立図書館の貸出点数 | 津島市立図書館の貸出点数 | 津島市立図書館の貸出点数 | 津島市立図書館の貸出点数 |
| ------------------------ | ------------------------ | ------------------------ | ------------------------ | ------------------------ |
| 年度                     |                          |                          |                          | 点数                     |
| 1923                     | 1923                     |                          | 統計なし                 | 統計なし                 |
| 1930                     | 1930                     |                          | 統計なし                 | 統計なし                 |
| 1940                     | 1940                     |                          | 統計なし                 | 統計なし                 |
| 1951                     | 1951                     |                          | 統計なし                 | 統計なし                 |
| 1960                     | 1960                     |                          | 18,237                   | 18,237                   |
| 1970                     | 1970                     |                          | 3,901                    | 3,901                    |
| 1980                     | 1980                     |                          | 98,194                   | 98,194                   |
| 1990                     | 1990                     |                          | 191,977                  | 191,977                  |
| 2000                     | 2000                     |                          | 135,572                  | 135,572                  |
| 2010                     | 2010                     |                          | 487,265                  | 487,265                  |
| 2014                     | 2014                     |                          | 415,506                  | 415,506                  |

   黒色は海部郡立図書館時代(1913-1926)
   赤色は津島町立図書館時代(1927-1947)
   黄色は南門前町木造館時代(1947-1967)
   青色は南門前町RC造館時代(1967-2000)
   緑色は老松町時代(2000-)
出典 : 『津島市立図書館 編年資料集成 1895-2015』上冊・下冊